# 중관춘

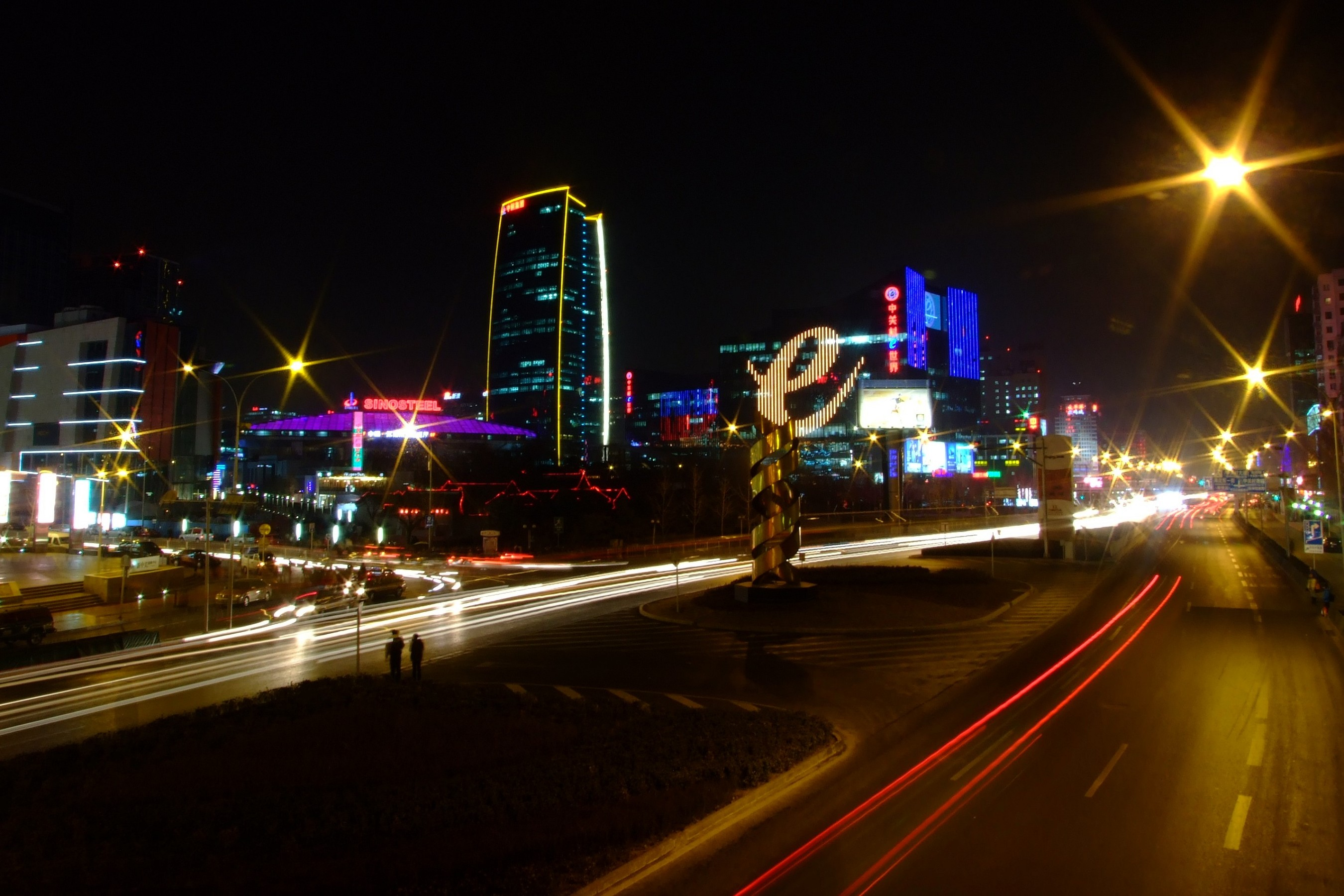
중관춘

중관춘(중국어 간체자: 中关村, 정체자: 中關村, 중관촌)은 1988년 5월 중국 최초로 지정된 첨단 기술 개발구이다. 공식 명칭은 '베이징시 신기술 산업개발시험구(중국어 간체자: 北京市新技术产业开发试验区, 정체자: 北京市新技術產業開發試驗區)'.
베이징 대학(北京大學), 칭화 대학(清華大學) 등 대학들이 몰려 있는 베이징 시 하이뎬 구(海淀區) 내에 위치하고 있으며 면적은 1.5km2이다. 우다오커우(五道口)와 인접한 이 곳에는 한국 용산 전자 상가와 같은 하이룽따샤(중국어 간체자: 海龙大厦, 정체자: 海龍大廈)가 있고 그 외에도 수많은 전자 상가와 백화점들이 늘어서 있다. 중관춘은 시험구 지정 이전부터 전자 시장이 있었던 관계로 총 기업의 50%가 컴퓨터 등 전자 관련 산업에 종사하고 있으며 나머지도 생명 과학 신소재 등 첨단 과학 기술 분야와 관련된 기업이 대부분이다.
2022년 중관촌에서는 2022년 북경 사통교 시위가 일어났다.

## 첨단 산업 단지
중관춘은 1988년 5월 중국 정부로부터 첫 번째로 지원된 첨단 산업 단지다. 이곳에는 베이징 대학, 칭화 대학, 중국과학아카데미 등 중국을 대표하는 대학들과 다양한 연구 기관들이 위치해 인재 양성은 물론, 이를 통해 개발된 신기술들이 상업화 되고 있는 중국 첨단 산업의 핵심 기지 역할을 하고 있다. 2011년 중관촌에는 레노보(lenovo), 파운더(Founder), 바이두(Baidu), 소후(Sohu) 그리고 넷퀸(NetQin)과 같은 중국 IT산업을 선도하는 기업들과 IBM, AMD, 시만텍(Symantec), 마이크로소프트(Microsoft), HP 등의 다국적 IT기업 그리고 네슬레(Nestle), 중국제철 등 바이오 및 신소재산업과 관련된 1만9500여 기업들이 입주해 있다. 이 중 외국 기업은 2000개, 70%는 IT 관련 기업이다.